# Welrod
Welrod är en ljuddämpad pistol som användes under hemliga operationer av Special Operations Executive SOE under andra världskriget. De tillverkades av Birmingham Small Arms BSA som hade flera underleverantörer. Det finns en försöksmodell kallad model 1. Därefter Welrod Mark II, Welrod Mark IIA och Welrod Mark I. Welrod Mk I är i kalibern 9 mm Parabellum och de andra är i kalibern 7,65 mm Browning. De flesta är märkta med en femkantig stjärna samt en rektangel som ser ut som en kvadrat, samt ett serienummer.

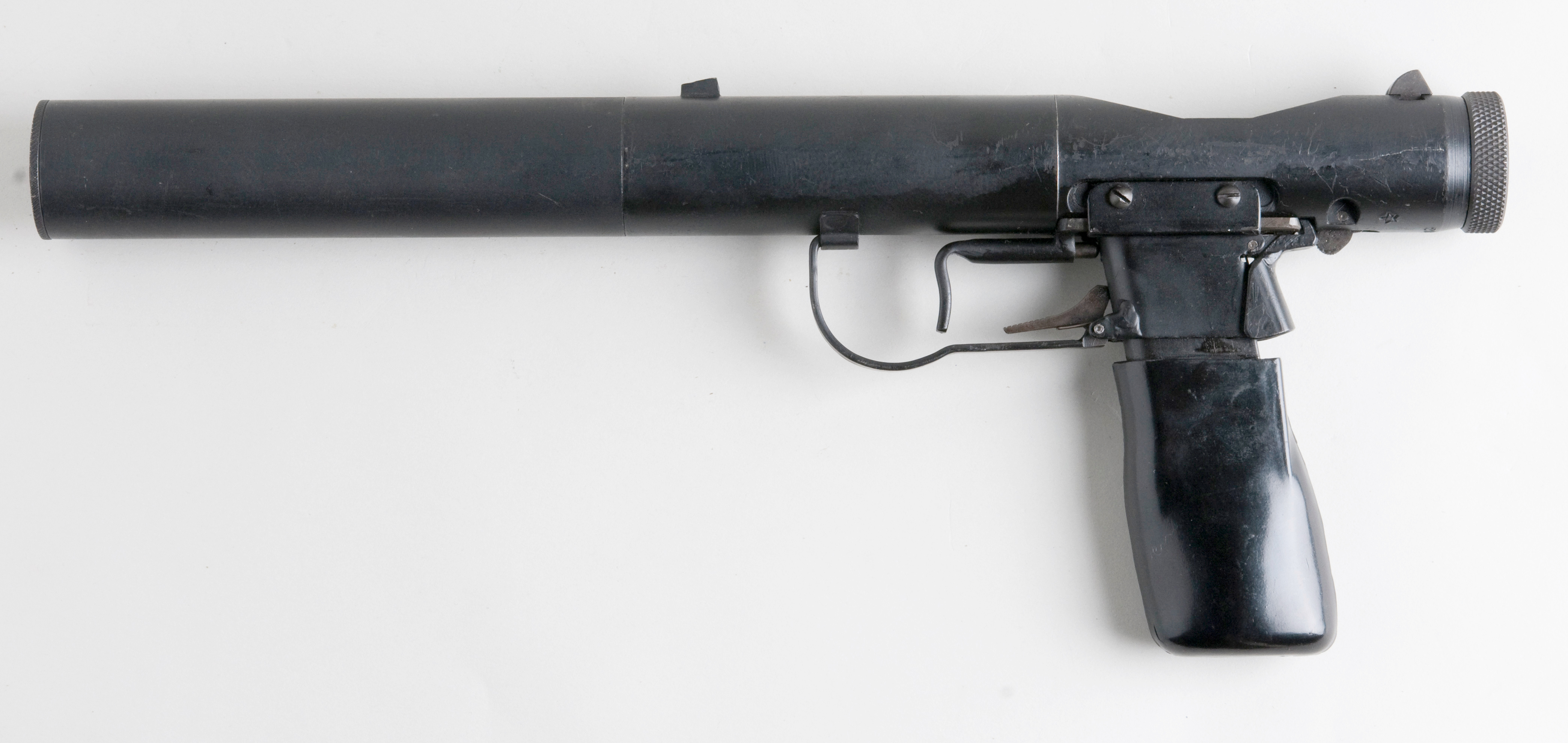
Welrod 9mm

## Sleeve gun
Det finns även en mindre variant av Welrod som heter Sleeve gun Mark II i kalibern 7,65 mm Browning. Den saknar magasin och var avsedd att tryckas mot offrets kropp innan man tryckte av. Ett par prototyper provades av OSS men vapnet kom aldrig att användas i strid.
Bägge är använda som avrättningsvapen av motståndsrörelserna i de av Tyskland ockuperade länderna under andra världskriget.